# Auto aktuell
AUTO-aktuell ist ein deutschsprachiges Magazin aus Österreich, das sich mit den Bereichen Auto, Tuning und Freizeit beschäftigt und über technische Innovationen, Off-Road sowie Motorsport berichtet. Die Zeitschrift, die von der CB Verlags GesmbH publiziert wird, erscheint fünf Mal jährlich in Österreich.

## Geschichte
Der Vorläufer des heute als AUTO aktuell bekannten Magazins kommt das erste Mal im November 1986 unter dem Namen 4x4 Magazin für Speed & Fun auf den Markt und befasst sich hauptsächlich mit dem Thema Allrad. Vor allem das steigende Interesse an Off-Road sowie Allrad Mitte der 1980er-Jahre waren Grund für den Themenschwerpunkt der ersten Zeitschrift des CB Verlages. Anfangs noch in Personalunion als Redakteur, Fotograf, Layouter und Verkäufer tätig – Gründer Christian Böhm – der anfangs noch von der Infrastruktur eines befreundeten Verlegers profitierte.
Mit der Zeit entwickelte sich das 4x4 Magazin für Speed & Fun zum reinen Automagazin, weshalb im Jahr 1991 der Wechsel zum Titel Auto und 4x4 Magazin und im Jahr 1995 zu AUTO-aktuell erfolgt. Auszeichnen kann sich die Zeitschrift nun nicht mehr hauptsächlich durch Off-Road-Berichte, sondern durch ausführliche Tests aller Autoklassen, Modellvorstellungen sowie Sonderthemen. Ein Jahr später erfolgt ein Logo-Wechsel, der das Heft 17 Jahre lang prägt, bevor die Zeitschrift Anfang 2015 modernisiert wird. Ganz im Zeichen des Relaunches stehen das neue Logo, eine Anpassung des gesamten Layouts, wozu zum Beispiel große Bilder die Berichte im Magazin zieren sollen, als auch ein Fokus auf Elektromobilität und Reportagen mit exklusiven Einblicken. So erfolgten zum Beispiel ein Besuch im Aston Martin Red Bull Formula 1-Werk in Milton Keynes, England, eine Reportage über Lechner Racing oder ein Bericht über Go with the Pro mit Mark Webber am Red Bull Ring.
Unter dem Namen Bitte sehr, bitte gleich findet man seit 1998 in AUTO-aktuell auch Autohaustests österreichischer Autohäuser, die nach fachlicher Kompetenz, Erscheinung, Präsentation und weiteren Faktoren bewertet und vorgestellt werden.
Im Juni 2023 wurden von der CB Verlags GesmbH die neuen Websites des Unternehmens – insbesondere der beiden Publikumsmagazine AUTO-aktuell und REISE-aktuell – veröffentlicht. Auf der neuen Website finden Leser Previews von Testberichten, Modellvorstellungen, exklusiven Reportagen und Specials und können das komplette e-paper kaufen und downloaden.

## Motorsport
Basierend auf der Liebe zum Motorsport und der Rallye-Vergangenheit Böhms entsteht 2000 das Rallye-Team AUTO-aktuell Racing, das in der österreichischen Rallye-Staatsmeisterschaft an den Start geht. Das Team besitzt zumeist mehrere Autos, die teils vermietet oder von AUTO-aktuell Racing-Pilot Michael Böhm gefahren werden. Sponsoren wie BP, Castrol, Remus, Heller, Buchbinder und viele weitere ermöglichen den Einstieg in die Motorsportwelt Anfang des neuen Jahrtausends.
Vom Anfangsjahr bis Ende 2001 bestreitet Michael Böhm Rennen in der N2-Liter-Klasse in einem Fiat Bravo HGT. Mit Beifahrern wie Timo Pollhammer gelingen einige Podestplätze, für einen Titel reicht es jedoch noch nicht. Mit der Saison 2002 beginnt der Umstieg auf einen Fiat Stilo JDT. Von nun an 6 Jahre lang in der Fiat Stilo Diesel Trophy auf Punktejagd gelingen mehrere Siege und Podestplätze. Mitten in der Saison 2007 wechselt das Team, vor allem aus Leistungsgründen, auf einen Fiat Grande Punto JTD (Abarth). Bis zum Jahr 2009 gelingen Michael Böhm 2 Diesel-Pokal-Meisterschaften vor dem VW-Österreich-Werksteam – der bisherige Höhepunkt der Team-Geschichte. 2010 wechselt das Team auf einen Abarth 500 R3T, mit dem Michael Böhm in der 2WD-Meisterschaft an den Start geht. Die BP Ultimate Rallye Lavanttal im Lavanttal ist dabei der erste internationale Einsatz für einen Abarth 500 R3T, weshalb Mechaniker und Techniker aus dem Abarth-Werk das AUTO-aktuell Racing-Team bei der ersten Rallye unterstützen. Die drei Jahre auf Abarth erweisen sich mit zahlreichen Podestplätzen als durchaus erfolgreich. Inmitten der Saison 2012 steigt Michael Böhm jedoch erneut auf ein neues Fahrzeug aus der 2WD-Klasse um, einen Suzuki Swift S1600, aufgebaut und eingesetzt von Zellhofer Motorsport. Bis zum vorläufigen Ende des Rennteams 2015 ist Böhm, gemeinsam mit seiner Beifahrerin Katrin Becker, äußerst erfolgreich auf dem Zweirad-getriebenen Suzuki unterwegs, wird bereits in der ersten Saison Vizemeister der 2WD-Klasse. 2013, 2014 und 2015 gelingt der Meisterschaftstitel Österreichischer 2WD-Staatsmeister – absoluter Höhepunkt des Teams. Nach der ersten Rallye im Jahr 2013 führt Michael Böhm, nach einem Sieg seiner Klasse, sogar kurzzeitig die ERC-2WD-Meisterschaft an, wird am Ende gesamter 12. Europas.
Das wohl erfolgreichste Jahr ist jedoch 2015. Mit fünf gewonnenen Rallyes und beachtlichen Gesamtzeiten gelingt dem Team Böhm-Becker der 2WD-Staatsmeistertitel, als auch der Vizemeister in der Gesamtwertung. Das letzte Rennen bestreitet Michael Böhm in einem Ford Fiesta S2000 und befördert seine Co-Pilotin mit einem starken 4. Gesamtplatz in der Rallye Waldviertel zum Gesamt-Staatsmeistertitel (Beifahrer). Noch nie zuvor konnte eine Beifahrerin den Staatsmeistertitel in Allrad- und 2WD-Meisterschaft gewinnen!
Ende des Jahres 2015 ist für AUTO-aktuell Racing jedoch vorerst Schluss im Motorsport. Nicht genug Kapital und Sponsoren, die sich aus dem Motorsport zurückziehen, beenden den Rallye-Traum, die Autos werden verkauft. Michael Böhm bestreitet eine letzte Saison für Stengg Motorsport in einem Opel Adam R2, bevor auch für ihn der Rennsport vorerst Geschichte ist.

Eingesetzte Autos des AUTO-aktuell-Racing-Teams
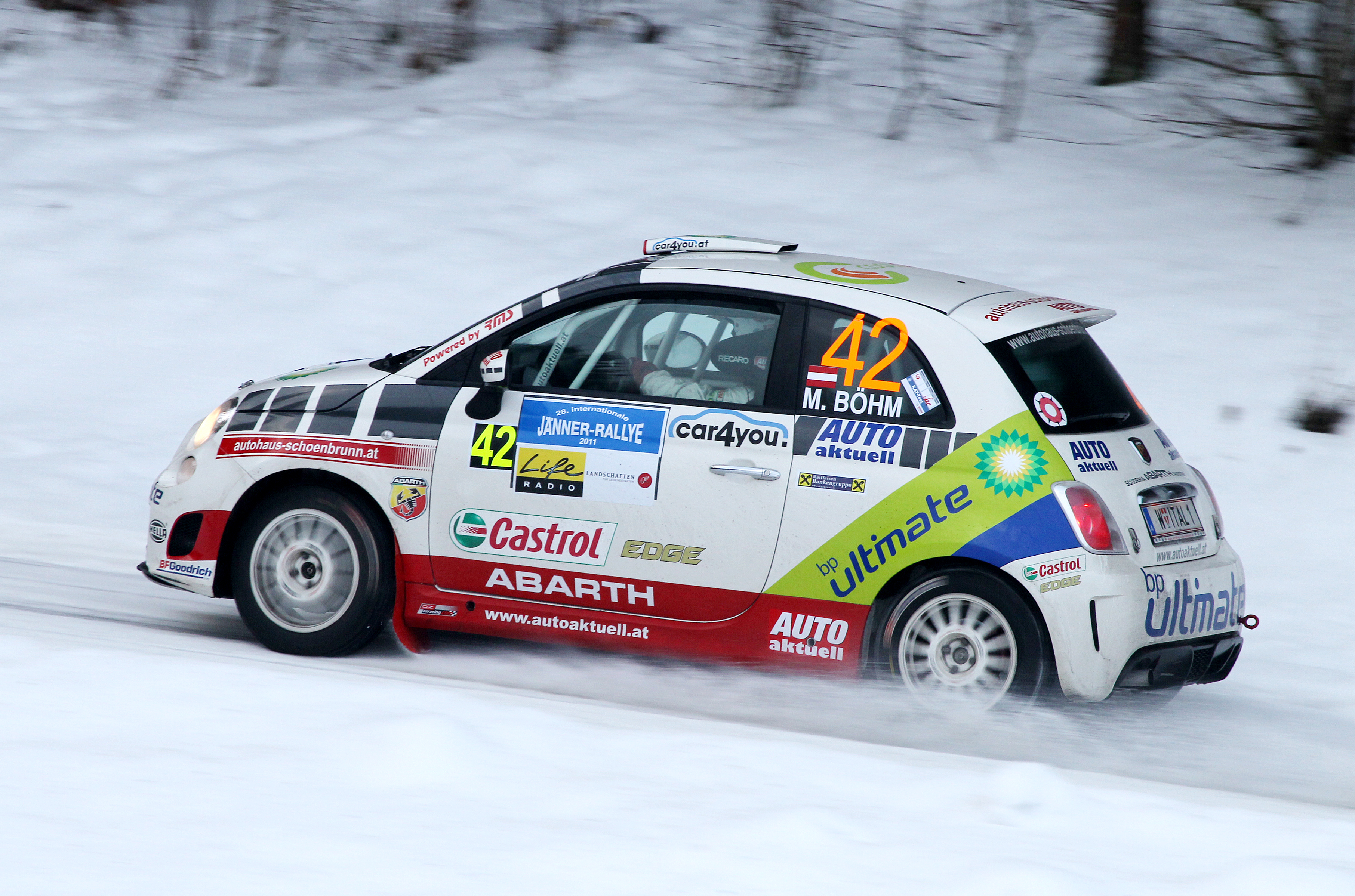
Michael Böhm mit dem Abarth 500 R3T bei der Jänner-Rallye 2011 (Beifahrer: Martin Tomasini)
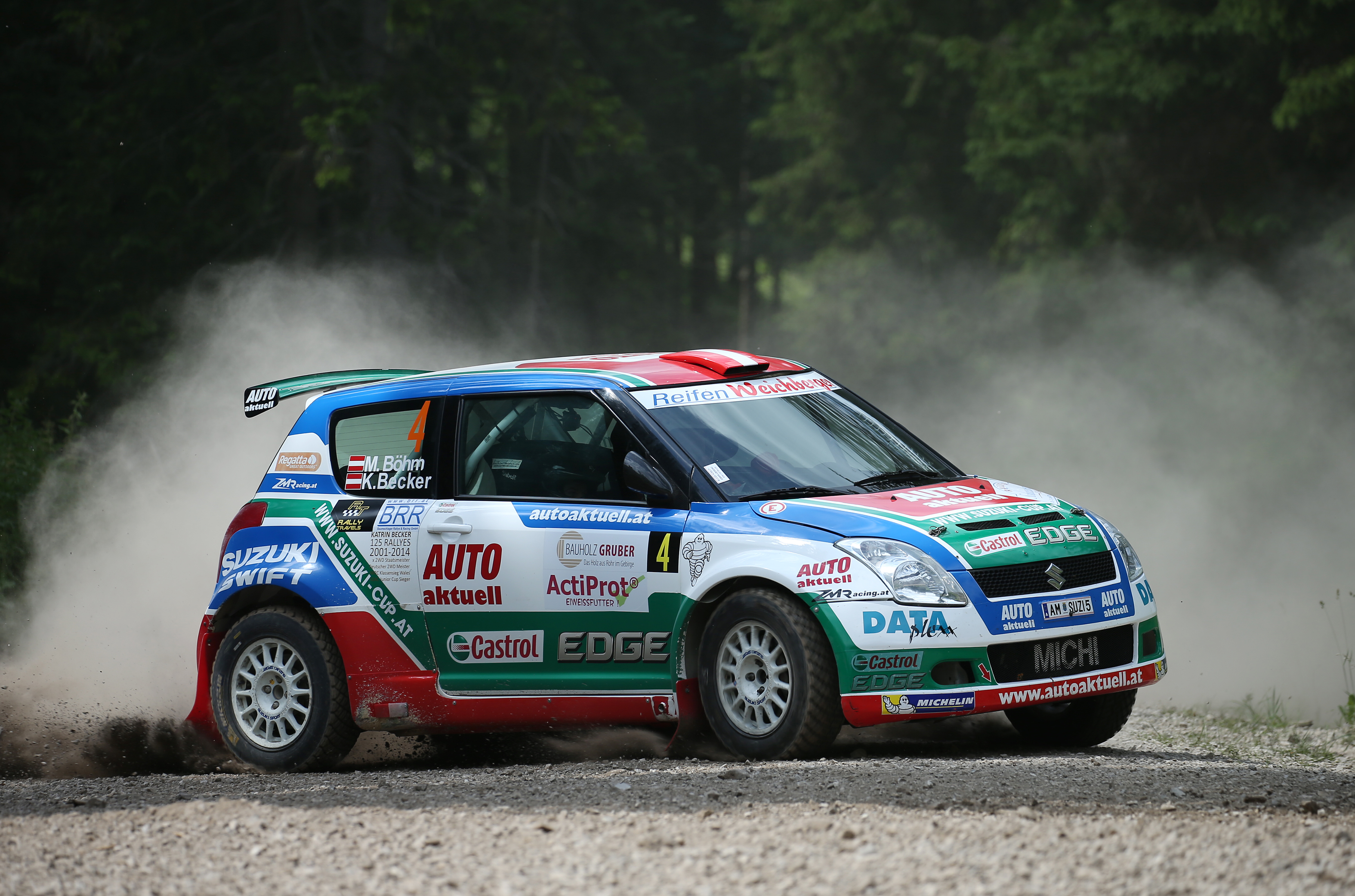
Suzuki Swift S1600, Schneebergland-Rallye 2015 (BF: André Kachel)